# Laurent Dehors

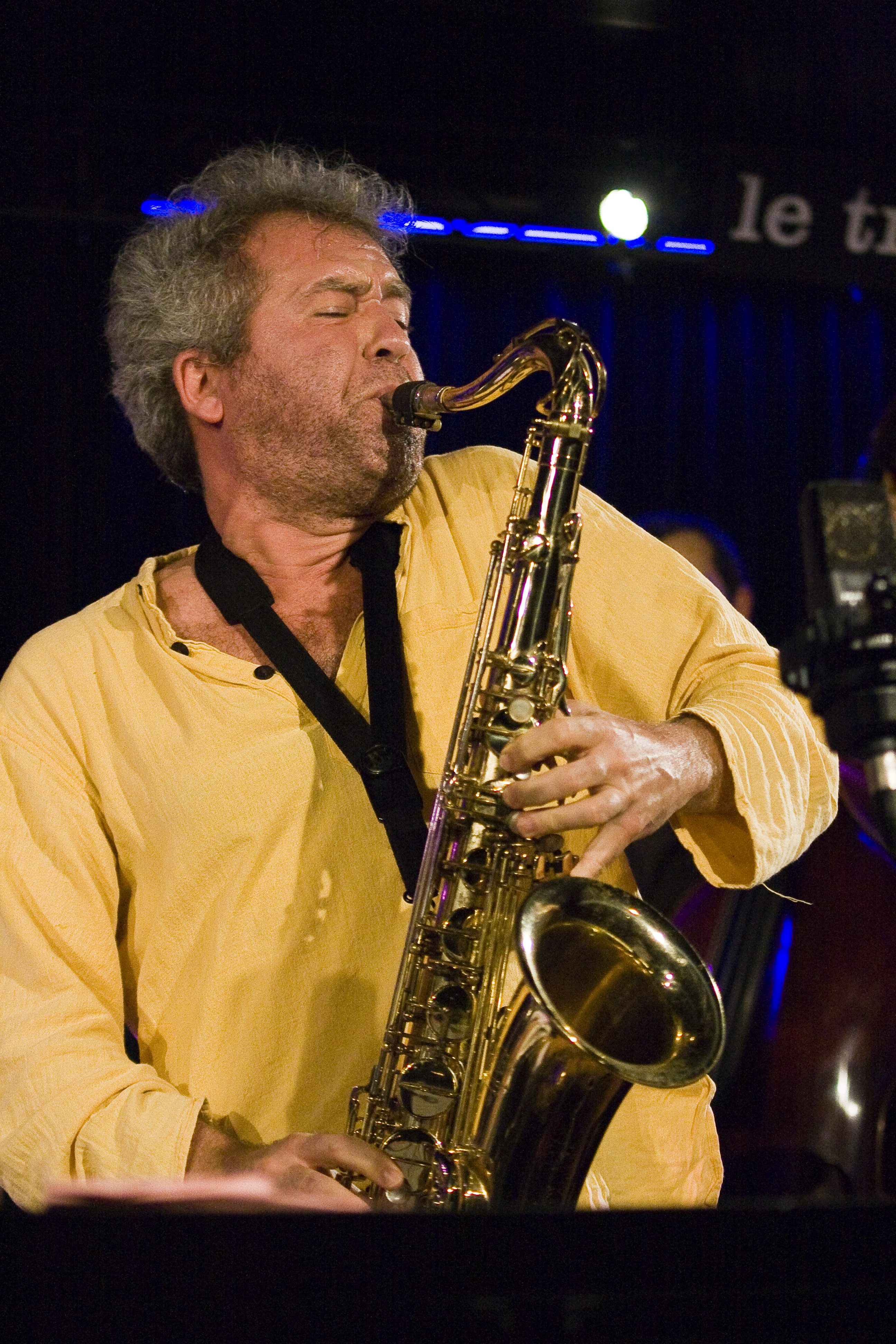
Laurent Dehors; 2007

Laurent Dehors (* 2. April 1964 in Dreux) ist ein französischer Jazzmusiker (Klarinette, Saxophone, Dudelsack, Komposition).

## Leben
Dehors, der seit 1972 Klarinette spielt, studierte am Konservatorium von Rouen Musikwissenschaft und Klarinette. Seit 1988 war er Mitglied des Orchestre National de Jazz. 1992 bildete er ein Trio mit David Chevallier und Louis Moutin (später Eric Thielemans). Seit 1996 leitet er die Big-Band Tous Dehors, die ungewöhnliche Klangfarben aufweist. Neben Saxophonen und verschiedenen Klarinetten bis hin zur Kontrabassklarinette ertönen Blockflöten, „ein Spinett, eine Tuba, eine katalanische Oboe, ein diatonisches Akkordeon, eine siebensaitige Gitarre, ein Banjo und ein Glockenspiel. Zwei Schlagzeuger geben den Puls.“ Seit 1993 spielte er auch in der mittlerweile zum Quartett erweiterten Formation Trio Grande mit Michel Massot und Michel Debrulle.
Weiterhin arbeitete er mit Musikern wie Andy Emler, Antoine Hervé, François Raulin, Louis Sclavis, Michel Portal (Musique de Cinémas), Daniel Goyone, Jean-Marie Machado, Didier Levallet, Stéphan Oliva, Yves Robert und Bernard Lubat in deren Projekten.

## Diskographische Hinweise
- Idée Fixe mit David Chevallier und Louis Moutin, 1992
- Trio Grande, 1995
- Tous Dehors Dans la rue, mit Catherine Delaunay, Cyrille Serge, Christophe Monniot, Michel Massot, Jean-Marc Quillet, Denis Chancerel, David Chevallier, Bertrand Couloume, Denis Charolles, Michel Debrulle, Damien Guffroy, Thierry Madiot, 1996
- En attendant Marcel, mit David Chevallier und Denis Charolles, 1997
- Tous Dehors Dentiste, 1998
- Dommage à Glenn mit Catherine Delaunay, Jacky Lignon, François Merville, Jean-Marc Quillet, David Chevallier, Bastien Stil und Michel Massot, 2002
- Tu tousses ? mit Denis Chancerel, David Chevallier, Michel Debrulle, Catherine Delaunay, Gérald Chevillon, Jean-Marc Quillet, Damien Sabatier, Bastien Stil und Eric Thielemans, 2003
- Tous Dehors Happy Birthday, mit Catherine Delaunay, Jean-Marc Quillet, Bastien Stil, David Chevalier, Denis Chancerel, Gérald Chevillon, Damien Sabatier, Michel Debrulle, Antonin Leymarie,  2008
- Une Petite Histoire de l’opéra, 2010
- Laurent Dehors, Gabriel Gosse, Michel Massot, Jean-Marc Quillet, Tineke van Ingelgem, Matthew Bourne: Une Petite Histoire de l’Opéra, Opus 2, 2019
- Laurent Dehors & Matthew Bourne A Place That Has No Memory of You, 2021

## Lexikalischer Eintrag
- Philippe Carles, André Clergeat, Jean-Louis Comolli: Le nouveau dictionnaire du jazz. Édition Robert Laffont, Paris 2011, ISBN 978-2-221-11592-3